# Tomopteris marginata
Tomopteris marginata är en ringmaskart som beskrevs av Caroli 1932. Tomopteris marginata ingår i släktet Tomopteris och familjen Tomopteridae. Inga underarter finns listade i Catalogue of Life.